# Renato Sanches
Pour les articles homonymes, voir Sanches.
Renato Júnior Luz Sanches, dit Renato Sanches, né le 18 août 1997 à Lisbonne au Portugal, est un footballeur international portugais qui évolue au poste de milieu de terrain au Paris Saint-Germain.
Formé au Benfica Lisbonne avec lequel il remporte le championnat du Portugal en 2016, il rejoint le Bayern Munich et gagne avec ce club le titre de champion d'Allemagne en 2017. 
International portugais depuis mars 2016, il remporte avec l'équipe nationale le championnat d'Europe en 2016 et est élu Golden Boy la même année. 
En 2019, il est transféré au LOSC Lille avec lequel il remporte le championnat de France lors de la saison 2020-2021 en tant que titulaire malgré quelques blessures. 
Lors de l'été 2022, il est transféré au Paris Saint-Germain avec lequel il remporte la saison 2022-2023.

## Biographie

### Jeunesse
Renato Júnior Luz Sanches naît le 18 août 1997 à Lisbonne de parents capverdiens.
Peu après sa naissance, son père émigre en France et ne le déclare à l'état civil portugais que cinq ans après sa naissance.

### En club

#### SL Benfica (2014-2016)
Il commence le football en 2005, à l'âge de 8 ans dans le club d'Águias da Musgueira puis rejoint le centre de formation du Benfica Lisbonne dès l'année suivante.
Il fait ses débuts professionnels le 5 octobre 2014 avec le Benfica Lisbonne B en deuxième division, en étant titularisé face au CD Feirense où il dispute les 46 premières minutes de la rencontre avant d'être remplacé par Dolly Menga. La rencontre se termine sur le score de deux buts partout.
Le 30 octobre 2015, il dispute son premier match avec l'équipe première du Benfica face au CD Tondela: dans ce match remporté par le SL Benfica (4-0), il entre en jeu à la 76e minute de la rencontre en remplacement de Jonas.
Le mois suivant, il signe un nouveau contrat avec son club formateur avec lequel il est désormais lié jusqu'en 2021, la clause de départ est fixée à 45 millions d'euros.
Le 25 novembre 2015, il fait ses grands débuts en Ligue des champions face au FC Astana: son entraîneur Rui Vitória le titularise dans cette rencontre qui se termine sur le score de deux buts partout. Il s'impose progressivement comme titulaire de l'équipe malgré son jeune âge.
Le 4 décembre 2015, il inscrit son premier but sur une frappe des trente mètres, lors d'une victoire en championnat face à l'Académica (3-0). Il devient ainsi le plus jeune joueur du SL Benfica à inscrire un but à domicile depuis le début du siècle: pour Diamantino Miranda, ancien joueur du SL Benfica, Renato Sanches « a donné à l’équipe ce que d’autres n’arrivaient pas à donner. Il n’a pas peur d’assumer la responsabilité de la construction du jeu. Il a un pouvoir certain d’explosivité, mais aussi une résistance et une technique exceptionnelle ».
Lors de son passage au SL Benfica de 2014 à 2016, il joue 69 matchs dont 35 avec l'équipe première et inscrit 2 buts.

#### Bayern Munich (2016-2019)
Le 10 mai 2016, il signe un contrat de cinq ans avec le Bayern Munich qu'il rejoint en juillet 2016 pour une valeur de 35 millions d'euros et 45 millions de bonus possible.
Blessé lors de la finale de l'Euro (déchirure musculaire), il ne dispute pas la Supercoupe d'Allemagne remportée par son club et ne reprend l'entraînement que le 22 août.
Carlo Ancelotti le fait débuter avec son nouveau club lors d'un déplacement à Schalke 04. Auteur d'une prestation moyenne pour ses débuts, il est remplacé à la 71e minute par Joshua Kimmich.
Il ne parvient pas à s'imposer au sein du club munichois, ne disputant jamais une rencontre en entier.

##### Prêt à Swansea City (2017-2018)
Le 31 août 2017, Renato Sanches est prêté par le Bayern Munich au club gallois de Swansea City qui évolue en Premier League, pour un montant de cinq millions d'euros avec option d'achat.
Il fait sa première apparition sous les couleurs de Swansea le 10 septembre 2017, lors d'une rencontre de Premier League contre Newcastle United. Il est titularisé mais son équipe s'incline (0-1).
Comme au Bayern Munich, il ne parvient pas à s'imposer et ne dispute que trois rencontres en entier lors de ces cinq premiers mois avec le club. Critiqué pour son niveau de jeu en compétition par l'entraîneur Paul Clément, il parvient à retrouver une place en équipe première fin janvier, avec l'arrivée de l'entraîneur portugais Carlos Carvalhal. Cependant, il se blesse deux matchs plus tard aux ischio-jambiers et se retrouve absent pour un mois de compétition.
Lors de son passage à Swansea, il ne dispute que 15 matchs.

#### Lille OSC (2019-2022)

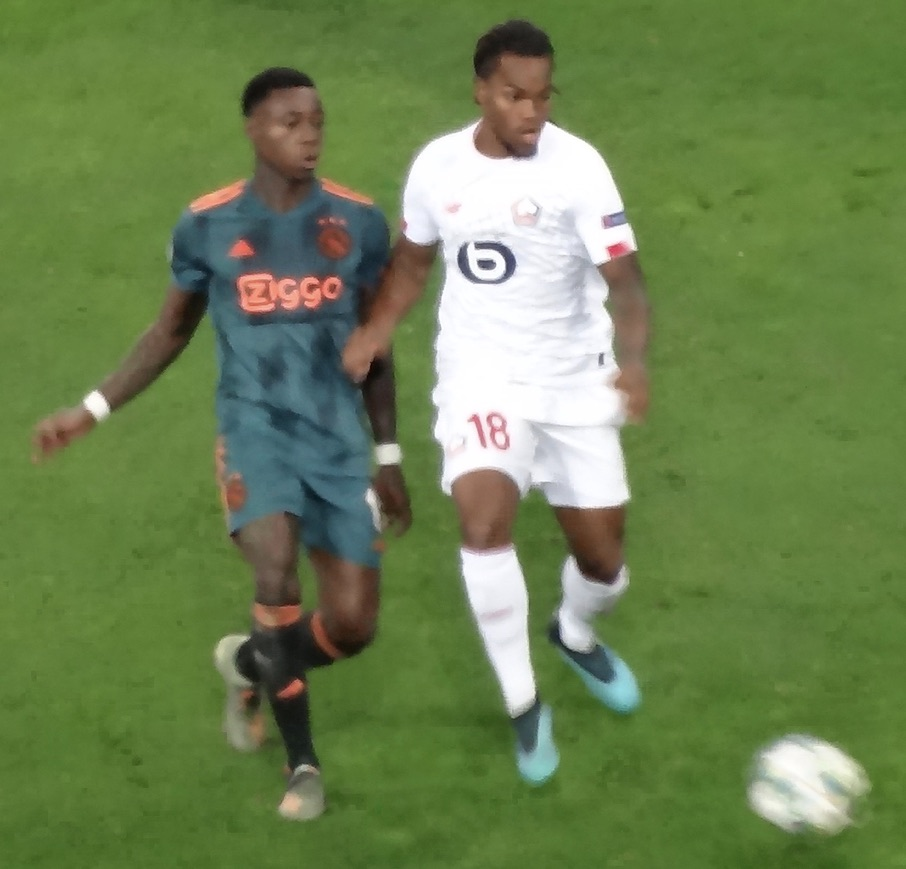
Renato Sanches avec Lille lors d'un match contre l'Ajax Amsterdam en novembre 2019.

Le 23 août 2019, Renato Sanches rejoint le LOSC Lille pour quatre ans dans le cadre d'un transfert estimé à 20 millions d'euros, ce qui en fait le plus cher de l'histoire du club.
Christophe Galtier le fait débuter le 1er septembre 2019 contre Reims, en championnat (défaite 2-0 du LOSC). Il l'aligne ensuite contre Chelsea en Ligue des champions. Il marque son premier but sous ses nouvelles couleurs le 13 décembre 2019 contre Montpellier. Il récidive le 7 février 2020 à Angers.
Très à l'aise en Ligue 1, il compare le championnat à ses précédentes expériences et lui trouve des similitudes avec la Premier League.
En février 2020, L'Équipe révèle qu'avec un salaire estimé de 250 000 euros bruts mensuels, Renato Sanches est le joueur le mieux rétribué du LOSC, juste derrière Loïc Remy.
A l'issue de la saison 2020-2021, il remporte le championnat de Ligue 1 avec le LOSC. Durant son passage au LOSC, il n'a pas de poste fixe mais est aligné selon les besoins de l'entraîneur à l'ensemble des postes du milieu de terrain.

#### Paris Saint-Germain (depuis 2022)

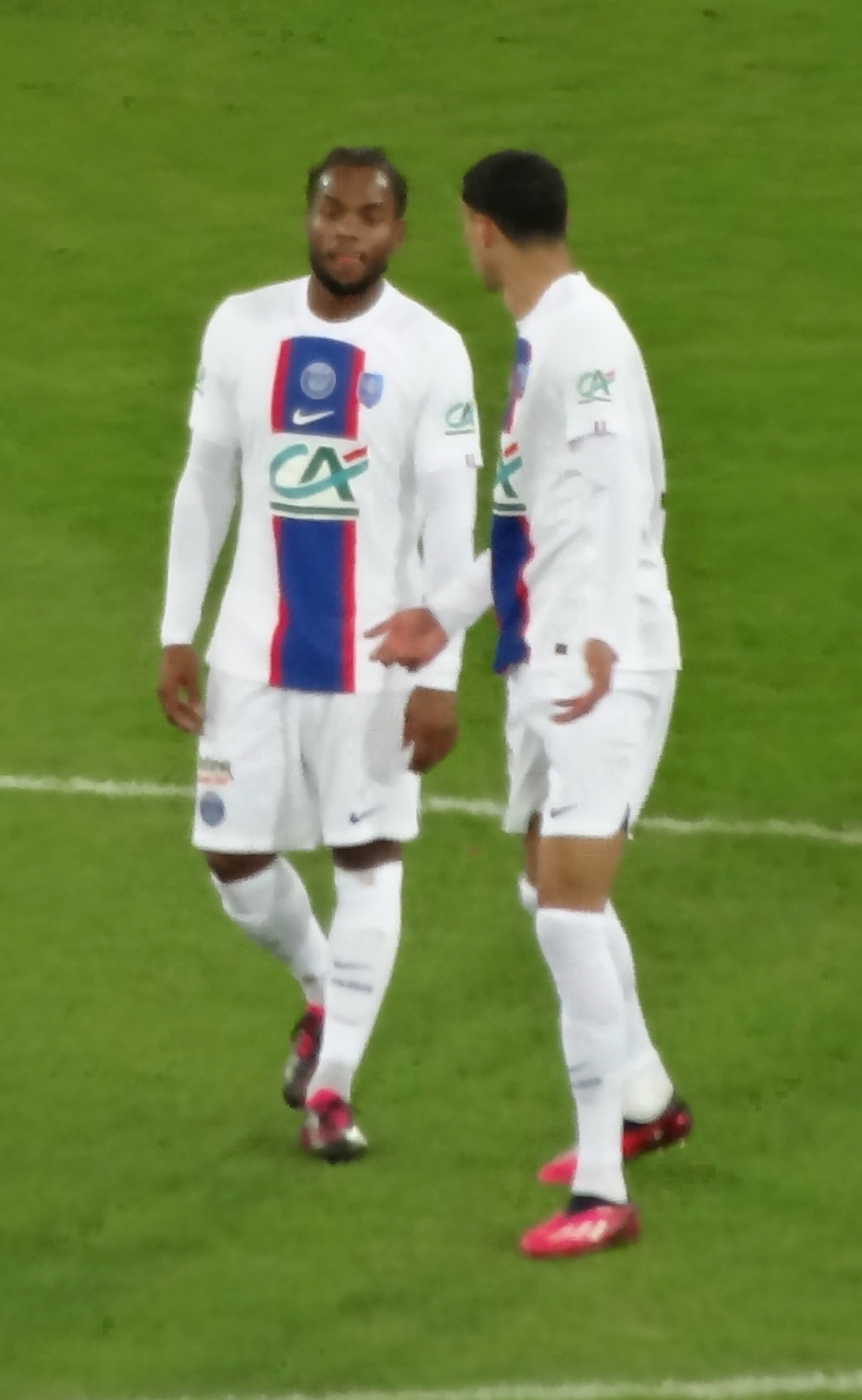
Renato Sanches avec le PSG en janvier 2023.

Le 4 août 2022, Christophe Galtier annonce en conférence de presse le transfert de Renato Sanches au PSG. Le transfert sera officialisé plus tard dans la journée. Le joueur portugais s’est engagé dans le club de la capitale jusqu’en 2027.
Il joue ses premières minutes sous la tunique parisienne le 13 août 2022, contre Montpellier au Parc des Princes, il y marquera son premier but quelques minutes après son entrée en jeu.
Sa première titularisation aura lieu le 28 août 2022 face à L’AS Monaco (match nul 1-1 entre Parisiens et Monégasques).
Le 25 octobre 2022, il est titulaire pour la 1re fois en Ligue des champions avec le PSG contre le Maccabi-Haïfa. Le club de la capitale l’emportera 7-2. Renato est remplacé à la 68e minute par Carlos Soler.
Le 13 novembre 2022, il inscrit son 2e but sous les couleurs parisiennes face à l'AJ Auxerre (victoire 5-0).
Le 4 février 2023, alors qu'il pouvait profiter d'absences nombreuses au sein du milieu parisien pour gagner en temps de jeu, il rechute brusquement avec une vive douleur à la cuisse dès la 11e minute face à Toulouse.
A l'issue de la saison 2022-2023, il remporte le championnat de Ligue 1 avec le PSG.

#### Prêt à l'AS Roma (2023-2024)
Lors du mercato estival de 2023, il est prêté pour une saison avec option d'achat à l'AS Roma. Il se blesse directement après son arrivée vers la fin du mois d'août et rechute lors de son retour, ce qui le place sur la touche jusqu'au mois de décembre. Il effectue une entrée en jeu contre Bologne le 17 décembre mais son entraîneur, José Mourinho, le sort après 18 minutes à la surprise de tout le monde. Le tacticien portugais s'excuse en conférence de presse avant d'ajouter qu'il pense que cette décision était la meilleure pour l'équipe.

### En sélection

#### Chez les jeunes (2013-2016)
En 2012, il intègre  la sélection portugaise des moins de 15 ans puis celle des 16 ans. 
En avril 2014, le sélectionneur des moins de 17 ans portugais le retient pour disputer le Championnat d'Europe des moins de 17 ans. Il atteint avec ses coéquipiers les demi-finales de la compétition où les jeunes Portugais sont battus par le futur vainqueur l'Angleterre (0-2).

#### Révélation avec les A lors de l'Euro 2016

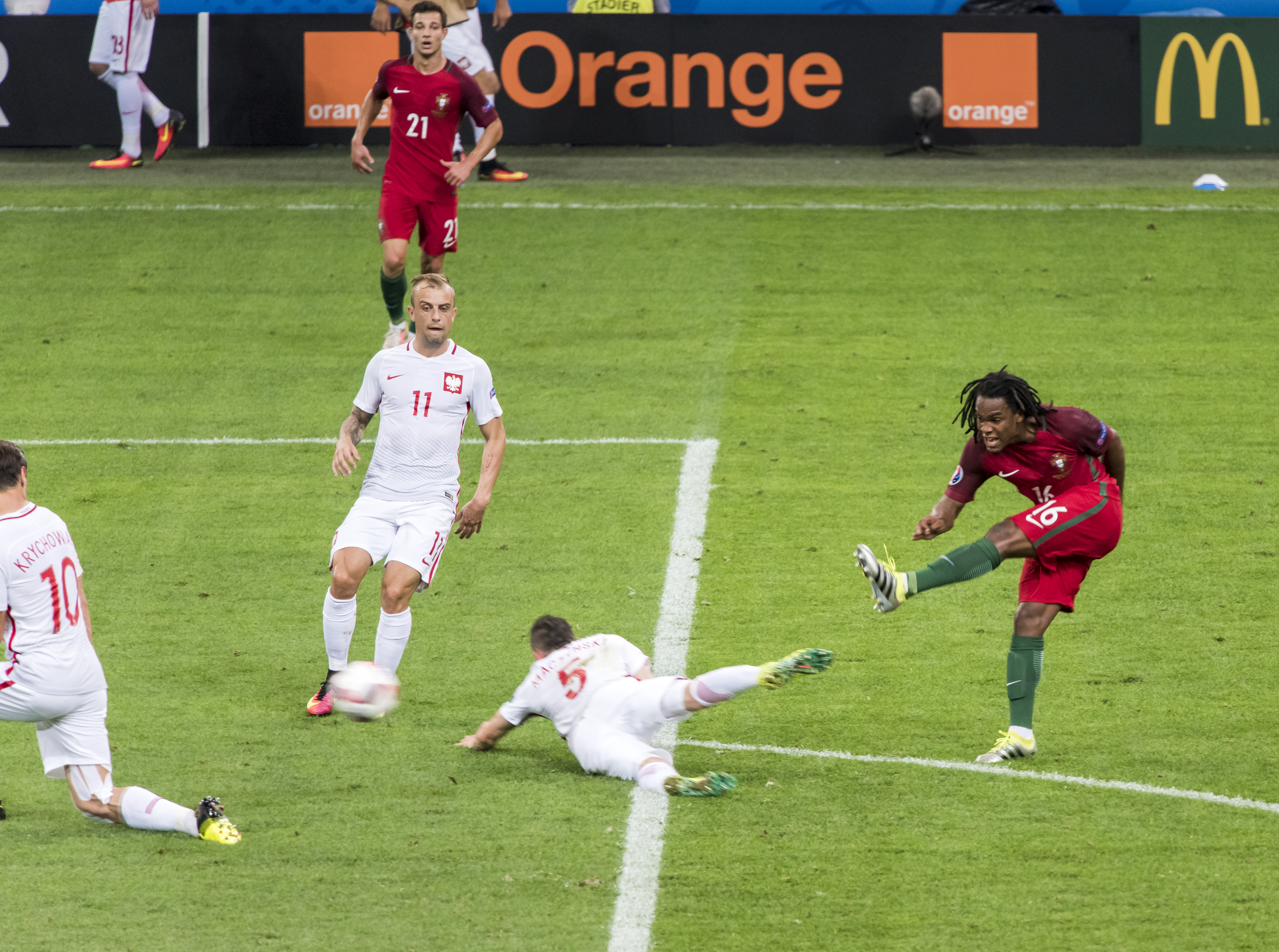
Renato Sanches marquant son premier but en équipe nationale lors du quart de finale contre la Pologne à l'Euro 2016.

Le 18 mars 2016, le sélectionneur portugais Fernando Santos l'appelle pour la première fois en équipe A pour disputer les matchs amicaux contre la Bulgarie et la Belgique. Il fait ses débuts en entrant en jeu à la 76e minute, de la rencontre contre la Bulgarie, en remplacement de William Carvalho. 
Sélectionné parmi les 23 pour disputer l'Euro 2016 organisé en France, il connaît sa première titularisation lors de cette compétition, le 30 juin 2016 face à la Pologne en quart de finale. Il inscrit le but de l'égalisation (1-1), devenant ainsi le plus jeune buteur lors de la phase à élimination directe d'un Euro, puis réussit son tir au but. Les Portugais s'imposent lors de cette séance et se qualifient pour les demi-finales de la compétition. 
Titulaire face au Pays de Galles, il atteint la finale face à la France. Lors de cette rencontre, il est remplacé par Éder, qui inscrit le but de la victoire (1-0) au cours de la prolongation. Il devient le plus jeune joueur à remporter l'Euro et est nommé meilleur jeune du tournoi.

#### Passage à vide (2017-2018)
En 2017, il perd sa place en équipe du Portugal et ne dispute pas la Coupe des confédérations mais le Championnat d'Europe espoirs.
Jouant peu en club, où il ne s'impose ni au Bayern Munich, ni à Swansea, Renato Sanches est peu à peu écarté de la sélection et manque la Coupe du monde 2018. 

#### Retour avec les A (2018-)
Après 18 mois d'absence, il fait son retour en sélection en septembre 2018.
En mai 2021, il est retenu par Fernando Santos, le sélectionneur de l'équipe nationale du Portugal, pour participer à l'Euro 2020. Il joue quatre matchs durant ce tournoi dont deux comme titulaire.
Cependant, l'année suivante, Fernando Santos ne le retient pas pour la Coupe du monde 2022.

## Vie privée
Renato Sanches a trois cousins également footballeurs professionnels, les trois frères Cláudio, Bruno et Jair Tavares, ainsi qu'un neveu, Stevan, également passé par le centre de formation du Benfica.

## Statistiques
Le tableau ci-dessous retrace la carrière de Renato Sanches depuis ses débuts professionnels,,,.

| Saison                | Club                  | Championnat           | Championnat | Championnat | Championnat | Coupe nationale | Coupe nationale | Coupe nationale | Coupe de la Ligue | Coupe de la Ligue | Coupe de la Ligue | Supercoupe | Supercoupe | Supercoupe | Compétition(s) continentale(s) | Compétition(s) continentale(s) | Compétition(s) continentale(s) | Compétition(s) continentale(s) | Coupe du monde des clubs | Coupe du monde des clubs | Coupe du monde des clubs | Total | Total | Total |
| Saison                | Club                  | Division              | M.          | B.          | P.d.        | M.              | B.              | P.d.            | M.                | B.                | P.d.              | M.         | B.         | P.d.       | Comp.                          | M.                             | B.                             | P.d.                           | M.                       | B.                       | P.d.                     | M.    | B.    | P.d.  |
| 2015-2016             | Benfica Lisbonne      | Primeira Liga         | 24          | 2           | 1           | -               | -               | -               | 5                 | 0                 | 0                 | -          | -          | -          | C1                             | 6                              | 0                              | 0                              | -                        | -                        | -                        | 35    | 2     | 1     |
| 2016-2017             | Bayern Munich         | Bundesliga            | 17          | 0           | 0           | 2               | 0               | 0               | -                 | -                 | -                 | -          | -          | -          | C1                             | 6                              | 0                              | 0                              | -                        | -                        | -                        | 25    | 0     | 0     |
| 2017-2018             | Bayern Munich         | Bundesliga            | -           | -           | -           | -               | -               | -               | -                 | -                 | -                 | 1          | 0          | 0          | C1                             | -                              | -                              | -                              | -                        | -                        | -                        | 1     | 0     | 0     |
| 2018-2019             | Bayern Munich         | Bundesliga            | 17          | 1           | 1           | 1               | 0               | 2               | -                 | -                 | -                 | -          | -          | -          | C1                             | 6                              | 1                              | 0                              | -                        | -                        | -                        | 24    | 2     | 3     |
| 2019-2020             | Bayern Munich         | Bundesliga            | 1           | 0           | 0           | 1               | 0               | 0               | -                 | -                 | -                 | 1          | 0          | 0          | -                              | -                              | -                              | -                              | -                        | -                        | -                        | 3     | 0     | 0     |
| Sous-total            | Sous-total            | Sous-total            | 35          | 1           | 1           | 4               | 0               | 2               | -                 | -                 | -                 | 2          | 0          | 0          | -                              | 12                             | 1                              | 0                              | -                        | -                        | -                        | 53    | 2     | 3     |
| 2017-2018             | Swansea City (prêt)   | Premier League        | 12          | 0           | 0           | 2               | 0               | 0               | 1                 | 0                 | 1                 | -          | -          | -          | -                              | -                              | -                              | -                              | -                        | -                        | -                        | 15    | 0     | 1     |
| 2019-2020             | Lille OSC             | Ligue 1               | 19          | 3           | 1           | 3               | 0               | 0               | 3                 | 1                 | 0                 | -          | -          | -          | C1                             | 5                              | 0                              | 0                              | -                        | -                        | -                        | 30    | 4     | 1     |
| 2020-2021             | Lille OSC             | Ligue 1               | 23          | 1           | 3           | 2               | 0               | 1               | -                 | -                 | -                 | -          | -          | -          | C3                             | 4                              | 0                              | 0                              | -                        | -                        | -                        | 29    | 1     | 4     |
| 2021-2022             | Lille OSC             | Ligue 1               | 25          | 2           | 5           | 2               | 0               | 0               | -                 | -                 | -                 | 0          | 0          | 0          | C1                             | 5                              | 0                              | 0                              | -                        | -                        | -                        | 32    | 2     | 5     |
| Sous-total            | Sous-total            | Sous-total            | 67          | 6           | 9           | 7               | 0               | 1               | 3                 | 1                 | 0                 | 0          | 0          | 0          | -                              | 14                             | 0                              | 0                              | -                        | -                        | -                        | 91    | 7     | 10    |
| 2022-2023             | Paris Saint-Germain   | Ligue 1               | 23          | 2           | 0           | 1               | 0               | 0               | -                 | -                 | -                 | 0          | 0          | 0          | C1                             | 3                              | 0                              | 0                              | -                        | -                        | -                        | 27    | 2     | 0     |
| 2023-2024             | AS Rome (prêt)        | Serie A               | 7           | 1           | 0           | -               | -               | -               | -                 | -                 | -                 | -          | -          | -          | C3                             | 5                              | 0                              | 0                              | -                        | -                        | -                        | 12    | 1     | 0     |
| 2024-2025             | Benfica Lisbonne      | Primeira Liga         | 10          | 0           | 0           | 1               | 0               | 0               | 3                 | 0                 | 0                 | -          | -          | -          | C1                             | 4                              | 0                              | 0                              | 3                        | 1                        | 0                        | 21    | 1     | 0     |
| Total sur la carrière | Total sur la carrière | Total sur la carrière | 176         | 12          | 11          | 15              | 0               | 3               | 12                | 1                 | 1                 | 2          | 0          | 0          | -                              | 44                             | 1                              | 0                              | 3                        | 1                        | 0                        | 252   | 15    | 15    |

## En sélection nationale
| Saison                | Sélection             | Phases finales                       | Phases finales | Phases finales | Phases finales | Éliminatoires CDM | Éliminatoires CDM | Éliminatoires CDM | Éliminatoires EURO | Éliminatoires EURO | Éliminatoires EURO | Ligue Nations UEFA | Ligue Nations UEFA | Ligue Nations UEFA | Matchs amicaux | Matchs amicaux | Matchs amicaux | Total | Total | Total |
| Saison                | Sélection             | Compétition                          | M              | B              | Pd             | M                 | B                 | Pd                | M                  | B                  | Pd                 | M                  | B                  | Pd                 | M              | B              | Pd             | M     | B     | Pd    |
| --------------------- | --------------------- | ------------------------------------ | -------------- | -------------- | -------------- | ----------------- | ----------------- | ----------------- | ------------------ | ------------------ | ------------------ | ------------------ | ------------------ | ------------------ | -------------- | -------------- | -------------- | ----- | ----- | ----- |
| 2015-2016             | Portugal              | Euro 2016                            | 6              | 1              | 0              | -                 | -                 | -                 | -                  | -                  | -                  | -                  | -                  | -                  | 5              | 0              | 1              | 11    | 1     | 1     |
| 2016-2017             | Portugal              | Coupe des confédérations 2017        | -              | -              | -              | 1                 | 0                 | 0                 | -                  | -                  | -                  | -                  | -                  | -                  | 1              | 0              | 0              | 2     | 0     | 0     |
| 2017-2018             | Portugal              | Coupe du monde 2018                  | -              | -              | -              | -                 | -                 | -                 | -                  | -                  | -                  | -                  | -                  | -                  | -              | -              | -              | 0     | 0     | 0     |
| 2018-2019             | Portugal              | UEFA Nations League Finals 2018-2019 | -              | -              | -              | -                 | -                 | -                 | -                  | -                  | -                  | 3                  | 0                  | 1                  | 2              | 0              | 1              | 5     | 0     | 2     |
| 2019-2020             | Portugal              | -                                    | -              | -              | -              | -                 | -                 | -                 | 0                  | 0                  | 0                  | -                  | -                  | -                  | -              | -              | -              | 0     | 0     | 0     |
| 2020-2021             | Portugal              | Euro 2020                            | 4              | 0              | 0              | 2                 | 0                 | 0                 | -                  | -                  | -                  | 2                  | 0                  | 0                  | 4              | 1              | 0              | 12    | 1     | 0     |
| 2021-2022             | Portugal              | -                                    | -              | -              | -              | 2                 | 1                 | 0                 | -                  | -                  | -                  | -                  | -                  | -                  | -              | -              | -              | 2     | 1     | 0     |
| Total sur la carrière | Total sur la carrière | Total sur la carrière                | 10             | 1              | 0              | 5                 | 1                 | 0                 | 0                  | 0                  | 0                  | 5                  | 0                  | 1                  | 12             | 1              | 2              | 32    | 3     | 3     |

## Palmarès
En sélection, il gagne le championnat d'Europe en 2016 disputé en France dans lequel il est sacré meilleur jeune de la compétition et devient également le plus jeune joueur à gagner la compétition européenne.
Le 24 octobre 2016, il est élu Golden Boy 2016 du meilleur jeune footballeur d'Europe par le magazine italien Tuttosport.
| Benfica Lisbonne (3) | Bayern Munich (5) | LOSC Lille (1)                                | Paris Saint-Germain (1)                       | Équipe du Portugal (1)                      |
| --- | --- | --------------------------------------------- | --------------------------------------------- | ------------------------------------------- |
| - Championnat du Portugal (1) - Champion : 2016 - Vice-champion : 2025 - Coupe de la Ligue (2) : - Vainqueur : 2016 et 2025 - Coupe du Portugal : - Finaliste : 2025 | - Championnat d'Allemagne (3) - Champion : 2017, 2019 et 2020 - Supercoupe d'Allemagne (1) - Vainqueur : 2017 - Finaliste : 2019 - Coupe d'Allemagne (1): - Vainqueur : 2019 | - Championnat de France (1) - Champion : 2021 | - Championnat de France (1) - Champion : 2023 | - Championnat d'Europe : - Vainqueur : 2016 |

## Distinctions personnelles
- Vainqueur du Golden Boy en 2016[50].
- Meilleur jeune joueur de l'Euro 2016[51].